# شهرک شهدای عشایر
شهرک شهدای عشایر، روستایی در دهستان قلعه بیابان بخش جنت شهرستان داراب در استان فارس ایران است.

## جمعیت
بر پایه سرشماری عمومی نفوس و مسکن در سال ۱۳۹۵، جمعیت این روستا برابر با ۴۷۴ نفر (۱۳۴ خانوار) بوده است.